# Marta Cunningham
Pour les articles homonymes, voir Cunningham.
Marta Cunningham, née le 19 avril 1971 en Californie est une réalisatrice et productrice californienne. Son documentaire Valentine Road,, a été récompensé treize fois dans divers festivals internationaux. Elle a également travaillé sur de diverses séries à succès telles que Star Trek: Discovery, How to Get Away with a Murder, You ou bien encore Fear the Walking Dead.  

## Biographie

### Jeunesse
Née le 19 avril 1971 dans le nord de la Californie, Marta Marie Cunningham étudie dans un premier temps à l'école des arts appliqués de San Mateo, sa vile natale,,. 
À quatorze ans, elle intègre le Peninsula Ballet Theater où elle danse à un niveau professionnel. Elle entre également au Pacific Light Opera Theatre où elle joue en plus de chanter et danser. Elle obtient son diplôme de littérature anglaise à l'université de Georgetown et part pour Los Angeles. Là-bas, elle travaille en tant qu'actrice, écrivaine, danseuse et chorégraphe. Ce n'est que plus tard qu'elle va se concentrer à la réalisation et la production de films et séries.

### Carrière
Par la suite, Cunningham se lance dans la réalisation d'un documentaire autour du meurtre de Lawrence King. Cette histoire l'ayant particulièrement affectée, elle décide donc de suivre les personnes dont la vie a été profondément bouleversée à la suite du drame. Valentine Road sort alors en 2013 et connait un large succès. Primé et récompensé à de multiples reprises au cours de plus de 200 festivals[réf. nécessaire], il est sélectionné pour participer à la compétition de documentaires du festival du film de Sundance.
En 2014, elle prend part au sein de la Women Filmmaker Initiative du Sundance Institute visant à évaluer le rôle des femmes dans l'industrie du cinéma et affirme ainsi son engagement. En automne 2015, Glamour Magazine demande à Cunningham de produire et réaliser un documentaire retraçant le parcours de cinq femmes ayant survécu à la fusillade de l'église Charleston.[réf. nécessaire] La même année, elle devient également la première femme à être sélectionnée pour faire partie du Fox Global Initiative Director's lab.
Entre 2016 et 2019, Marta Cunningham concentre son travail sur des séries télévisées : How to Get Away with Murder, Star Trek: Discovery, Fear the Walking Dead, You, Transparent, Room 104, Insecure, Dear White People et Dispatches from Elsewhere.[réf. nécessaire]
Ces trois dernières années[Quand ?], elle donne de nombreuses projections et conférences sur son documentaire Valentine Road dans un but éducatif au sein de nombreuses universités comme la Columbia University of Journalism, l'université d'État de San Francisco et l'école de droit de l'UCLA.[réf. nécessaire]
Elle est sur de nombreux projets avec sa nouvelle compagnie de production : Sugar Sky Picture.
En 2020, Cunningham rejoint Majority,, une compagnie de production visant à aider et créer des opportunités pour les réalisatrices indépendantes dans le domaine du cinéma. Cette compagnie soutient le Sundance Institute.[réf. nécessaire]
Elle a réalisé des épisodes de la série 61st street, Claws Modern Love et Gentefied où elle a notamment aidé les acteurs chorégraphiquement[source secondaire souhaitée].

## Vie privée
Marta Cunningham a deux enfants avec son époux James Frain lui-même acteur. Ils vivent à Los Angeles.

## Prix et nominations
- 2013 : Prix du public du meilleur documentaire pour Valentine Road au Fresno Reel Pride
- 2013 : Prix du long métrage remarquable pour Valentine Road au NewFest Film Festival
- 2013 : Prix du meilleur documentaire pour Valentine Road au Gaze Film Festival
- 2013 : Prix du documentaire remarquable pour Valentine Road au Frameline37 Film Festival
- 2013 : Prix du meilleur documentaire pour Valentine Road au Out on Film - Atlanta LGBT Festival
- 2013 : Prix du meilleur documentaire pour Valentine Road au Taeneck International Film Festival
- 2013 : Prix du meilleur documentaire pour Valentine Road au Madrid Gay&Lesbian Film Festival
- 2013 : Prix du meilleur documentaire international pour Valentine Road au Tel Aviv LGBT International Film Festival
- 2013 : Prix du meilleur documentaire pour Valentine Road au Miami Gay&Lesbian Film Festival
- 2014 : Nommée pour le meilleur documentaire et pour la meilleure couverture d'un fait d'actualité forme longue lors de la 35e édition annuelle des News and Documentary Emmy Awards pour son film Valentine Road[10]
- 2014 : Prix du meilleur documentaire pour Valentine Road au Zinegoak Bilbao Film Festival
- 2017 : Nommée meilleure réalisation dans une série comique lors de la 48e édition des NAACP Image Awards pour Transparent
- 2022 : Prix d'audience pour la série 61st street aux South by Southwest[22]
- Prix du jury pour Valentine Road au Birkshire International Film Festival[Quand ?]